# São Bento do Sapucaí
São Bento do Sapucaí é um município brasileiro do estado de São Paulo, situado na Serra da Mantiqueira. Localiza-se a uma latitude 22° 41'20" sul e a uma longitude 45° 43' 51" oeste, estando a uma altitude de 886 metros. Sua população, conforme o Censo Demográfico de 2022, é de 11 674 habitantes. Situa-se a 185 km da capital estadual.
Cercada pelas montanhas da Serra da Mantiqueira, tendo uma paisagem interiorana com ar bucólico e encantos naturais, tais quais cachoeiras, solo fértil e o clima, sendo considerada uma estância climática, é um famoso destino pelo turismo rural, ecoturismo sustentável e enoturismo, devido à sua produção de vinhos, queijos, cervejas e azeites, pelo qual ganhou o título de "Toscana brasileira". O turismo cultural, gastronômico e histórico também são procurados graças ao fato de o município preservar sua arquitetura e cultura (quilombola e caipira) em museus, igrejas e bairros, marcados pelos costumes rurais do século XX, além de sua culinária típica do interior paulista.
O Complexo da Pedra do Baú é o ponto mais conhecido e visitado de São Bento do Sapucaí, sendo um dos principais cartões-postais de toda a Serra da Mantiqueira. O local atrai visitantes interessados em turismo de aventura, montanhismo e esportes radicais.
São Bento do Sapucaí é o destino mais acolhedor do Brasil, de acordo com o Traveller Review Awards 2024, além de ser a terceira cidade mais sustentável do país.

## Estância climática
São Bento do Sapucaí é um dos 12 municípios paulistas considerados estâncias climáticas pelo Estado de São Paulo, por cumprirem determinados pré-requisitos definidos por Lei Estadual. Tal status garante a esses municípios uma verba maior por parte do Estado para a promoção do turismo regional. Também, o município adquire o direito de agregar junto a seu nome o título de Estância Turística, termo pelo qual passa a ser designado tanto pelo expediente municipal oficial quanto pelas referências estaduais.

## História
A história de São Bento do Sapucaí remonta aos primórdios do bandeirantismo, quando os paulistas de Taubaté exploravam a Serra da Mantiqueira em busca das regiões auríferas de Minas Gerais, seguindo o curso do Rio Sapucaí. Entre os primeiros desbravadores da região estava Gaspar Vaz da Cunha, conhecido como Oyaguara, que se fixou no Vale do Sapucaí, dando início à colonização da área.
No entanto, as disputas territoriais entre os paulistas e os moradores da Capitania de Minas Gerais marcaram os primeiros anos de ocupação. O tenente José Pereira Alves, destacando-se entre os fazendeiros da região, foi o fundador da cidade. Natural do Rio de Janeiro, Alves adquiriu terras na área do Sapucaí-Mirim e estabeleceu-se com sua família e escravos.
A necessidade de assistência religiosa levou Pereira Alves a doar terras para a construção de uma capela. Trouxe o Padre Júlio Velho Columbreiro, de Pindamonhangaba, que abençoou o local onde hoje está a Igreja de Nossa Senhora do Rosário, erguendo ali uma cruz da Redenção e uma bandeira com a inscrição: "Nossa Senhora Mãe dos Homens comovei os maus corações". No entanto, os planos foram frustrados pelo vigário de Pouso Alegre, Padre José Bento de Melo, que removeu a cruz e a bandeira e prendeu o padre Columbreiro.

José Pereira Alves persistiu e iniciou a construção da capela, mas teve que interromper devido a conflitos com os mineiros. Após a pacificação, ele e sua esposa, Dona Ignez Leite de Toledo, doaram extensas terras para a construção de uma capela em homenagem a São Bento, trazendo a imagem deste santo da capela da Guarda Velha, localizada um pouco distante do povoado.

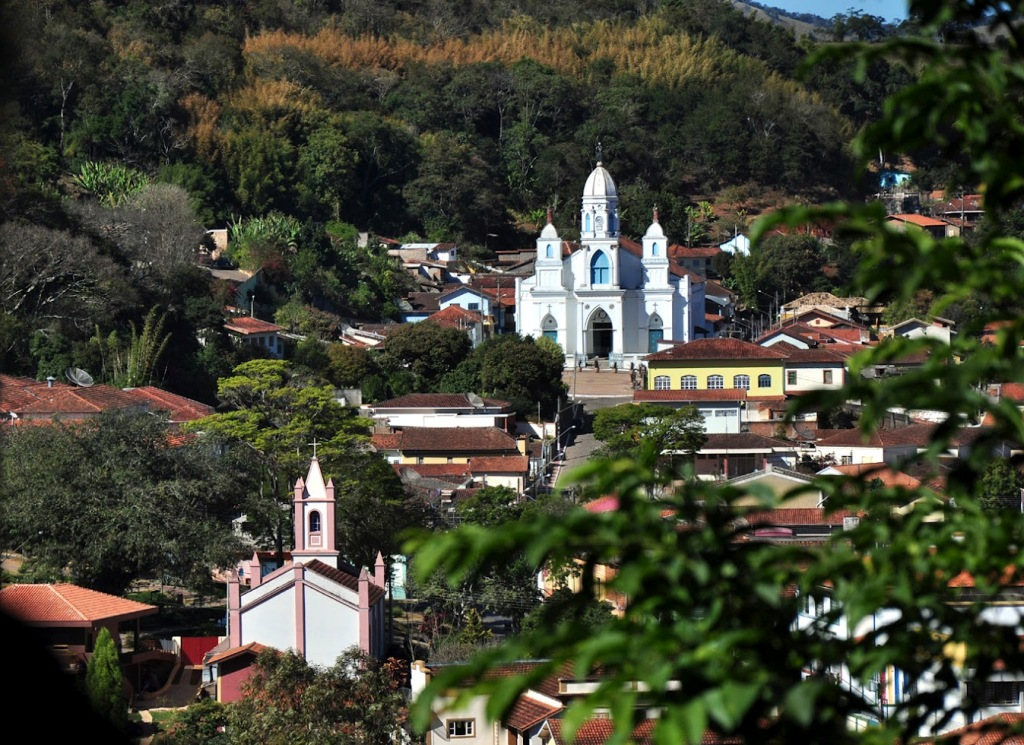
Igreja Matriz de São Bento do Sapucaí

Em 03 de fevereiro de 1832, o padre Manuel Alves Coelho de Pindamonhangaba chegou à região e assumiu o cargo, realizando o primeiro batizado em uma residência particular enquanto a igrejinha estava em construção. Posteriormente, a imagem de São Bento foi transferida para a nova igreja. A construção da atual Igreja Matriz só foi iniciada por volta de 1853.
Ao longo dos anos, São Bento do Sapucaí cresceu e se desenvolveu, sendo elevada à categoria de Freguesia em 16 de agosto de 1832, e posteriormente a Vila, com a denominação de São Bento do Sapucaí Mirim, em 16 de abril de 1858, sendo desmembrada de Pindamonhangaba. Tornou-se cidade e sede de município em 30 de Março de 1876, com o nome de São Bento do Sapucaí.
Em março de 1888, o município tornou-se notícia por conta de um evento histórico marcante que antecedeu a Lei Áurea. O presidente da Câmara Municipal, Francisco das Chagas Esteves Salgado, em conjunto com uma comissão de indivíduos proeminentes da região, convocou os fazendeiros locais para uma cerimônia singular.
Neste evento, ocorrido em 11 de março de 1888, os fazendeiros foram chamados a assinar cartas de alforria, libertando assim os escravos que trabalhavam em suas propriedades. Essa iniciativa pioneira, liderada pelo coronel Francisco Salgado, pai de Plínio Salgado, marcou o início da emancipação dos escravos no município de São Bento do Sapucaí.
A notícia se espalhou rapidamente, ecoando nos corredores do jornalismo da época. O jornal Diário Paulista relatava a atmosfera de júbilo que tomou conta da cidade. As ruas foram enfeitadas, fogos de artifício iluminaram o céu, bandeiras tremularam ao vento, e a população celebrava a liberdade conquistada.
O sucesso da iniciativa foi indiscutível. Todos os fazendeiros, sem exceção, aderiram à causa da abolição, libertando seus escravos. O coronel Francisco Salgado, figura central nesse movimento, havia conseguido convencer seus pares da necessidade moral e social de acabar com o sistema escravocrata. Assim, três meses antes da assinatura do famoso decreto da Princesa Isabel, São Bento do Sapucaí já havia se livrado das correntes da escravidão.
Durante a Revolução Constitucionalista de 1932, São Bento do Sapucaí desempenhou um papel significativo, servindo como cenário de combates entre paulistas e mineiros. Voluntários se posicionaram em trincheiras na divisa dos estados, resistindo ao avanço das tropas getulistas. Após o fim da revolução, a cidade foi pacificamente ocupada pelas forças federais.
Ao longo dos anos, São Bento do Sapucaí continuou a se desenvolver, tornando-se uma estância climática em 26 de janeiro de 1976. O nome da cidade e do município está ligado ao Rio Sapucaí, cujo significado na linguagem indígena é "rio que grita". A festa do padroeiro, São Bento, celebrada em 11 de julho, é um evento tradicional que ganha destaque a cada ano.

## Geografia
Possui uma área de 252,579 km². A densidade demográfica é de 46,22 hab/km².
São Bento do Sapucaí abriga um dos pontos mais altos do estado de São Paulo, o complexo do Baú, que é formado por três montanhas de pedra: Bauzinho, Pedra do Baú e Ana Chata. O local é visitado por muitos turistas durante todo o ano.

### Clima
São Bento do Sapucaí apresenta um clima temperado oceânico (Cfb), com temperaturas amenas no verão e baixas no inverno e chuvas bem distribuídas durante o ano.

### Hidrografia
- Rio Sapucaí

### Rodovias
- SP-042
- SP-050
- MG-173

## Infraestrutura

### Comunicações
O sistema de telefones automáticos foi inaugurado na cidade em 1977 pela Telecomunicações de São Paulo (TELESP), que também implantou o sistema de discagem direta à distância (DDD) em 1980 com o código de área (0123). Anteriormente a cidade era atendida pela Companhia de Telecomunicações do Estado de São Paulo (COTESP).
Na década de 90 o código DDD da cidade foi alterado para (012), para padronização do sistema telefônico com a telefonia celular que estava sendo implantada em todo o estado.

## Turismo
A cidade é pequena, acolhedora e hospitaleira. Por estar na Serra da Mantiqueira e a cerca de 40 km de Campos do Jordão, oferece clima similar.
Repleta de lugares pitorescos, o ponto turístico mais conhecido é a Pedra do Baú. Com cerca de 400m de altura e 1 950 metros acima do nível do mar, o visitante pode subir a pedra através de degraus e grampos que são chumbados com cimento em furos na rocha. Há duas escadas: a da face voltada à cidade de São Bento é mais íngreme, mas oferece o melhor visual. A face voltada para o bairro do Baú é mais serpenteada e por vezes fica úmida por conta da vegetação.
A Pedra do Baú, hoje Monumento Natural Estadual, se encontra em uma composição rochosa, acompanhada de duas outras formações próximas: Bauzinho e Ana Chata. A pedra do Bauzinho é acessível por carro através do Parque MoNa Pedra do Baú. Ao chegar no estacionamento já é possível vislumbrar a beleza da paisagem, o ar frio da Serra da Mantiqueira e a imponência da Pedra do Baú.
No caminho para a Pedra do Baú há a Cachoeira dos Amores, situada em um sítio privado, aonde os donos mantém um camping, e logo acima a Cachoeira do Toldi pode ser vista através de um mirante a beira da rodovia.

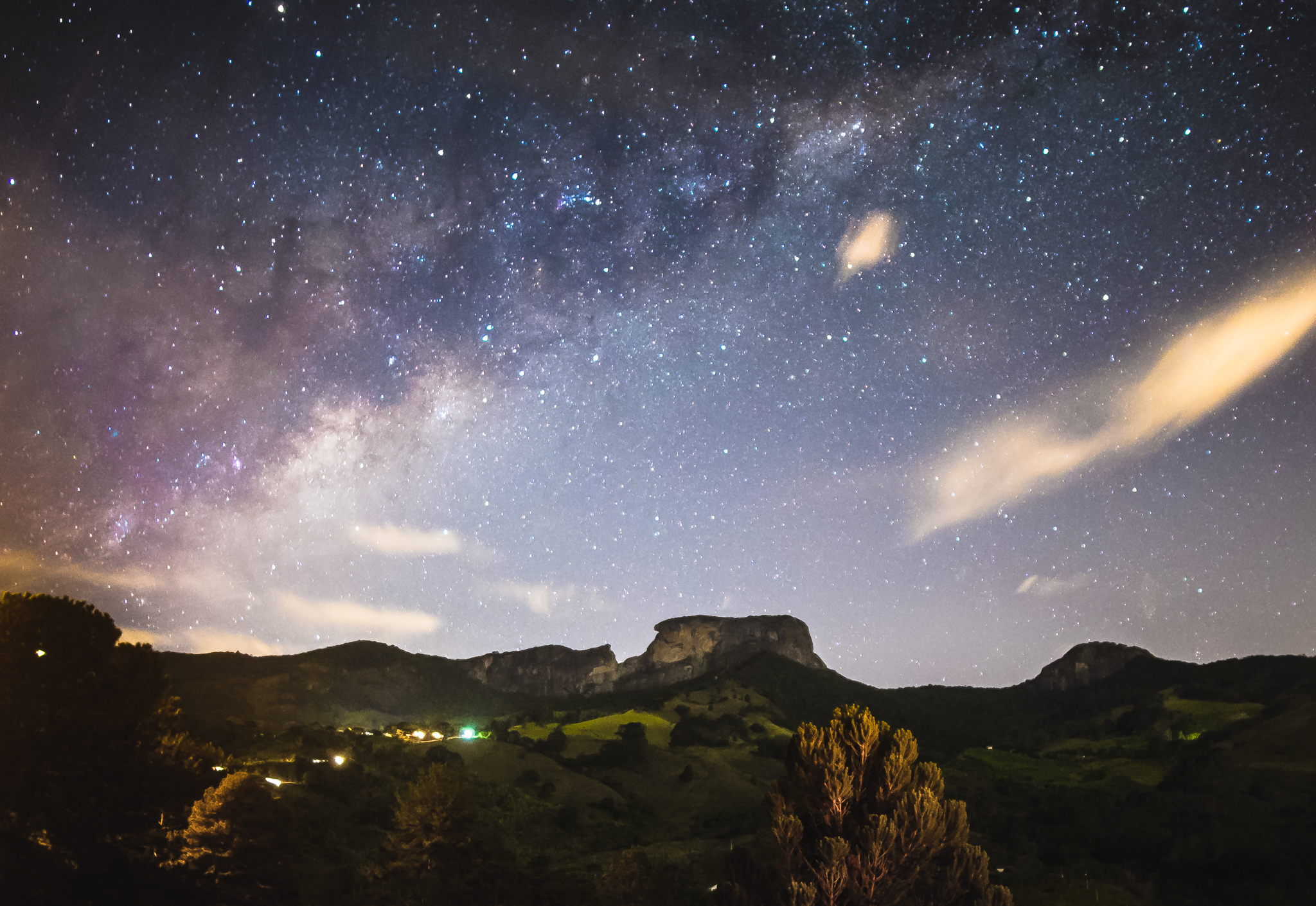
Complexo do Baú (Bauzinho, Pedra do Baú e Ana Chata) coroados pela Via Lactea

Suas igrejas e casas antigas são ao mesmo tempo simples, aconchegantes e bonitas.  A Igreja Matriz da cidade foi inaugurada em 1916, sua obra durou mais de 50 anos. Além da Igreja Matriz, a cidade ainda possui várias outras igrejas, como a do Rosário (primeira capela do município), Santo Antônio, São Benedito e Nossa Senhora dos Remédios.
São várias as opções de hospedagem, desde hotéis mais sofisticados, passando por pousadas aconchegantes, pousadas familiares estilo "albergues" ou ainda moradores que alugam quartos para hóspedes.

### Esportes radicais
Outro setor que atrai bastante turistas é o de esportes radicais como asa-delta, voo livre, montanhismo, trekking, rapel, arborismo, mountain bike e escalada.

## Cultura

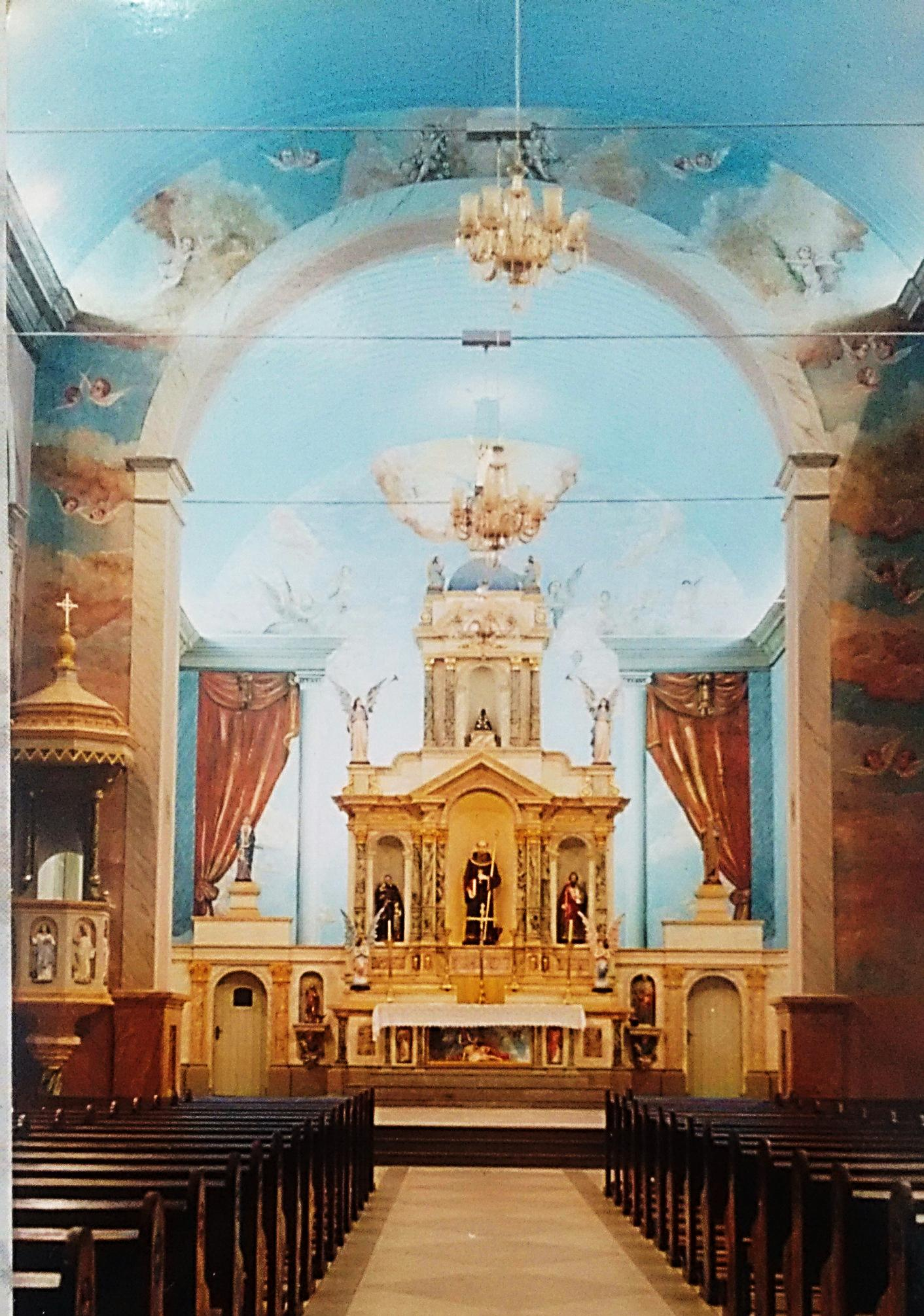
Igreja Matriz da cidade de São Bento do Sapucaí

A cultura regional está presente nas mais variadas formas de manifestações religiosas, artísticas e culturais. A cidade preserva vários costumes que são passados de geração a geração como festividades, danças folclóricas, artesanato e gastronomia. Por todos os rincões da cidade há alguém manifestando sua arte no artesanato, seja no uso de madeira, do barro, da fibra de bananeira, palha de milho, fios etc., sempre respeitando a natureza com sustentabilidade.
A cidade preserva várias tradições, entre elas, a Congada São Benedito e o tradicional Bloco Zé Pereira.
Além disso, as lendas do Saci, Mula sem cabeça, Assombração, Corpo Seco e as da Pedra do Baú fazem parte da cultura local.

### Carnaval

#### Bloco Zé Pereira

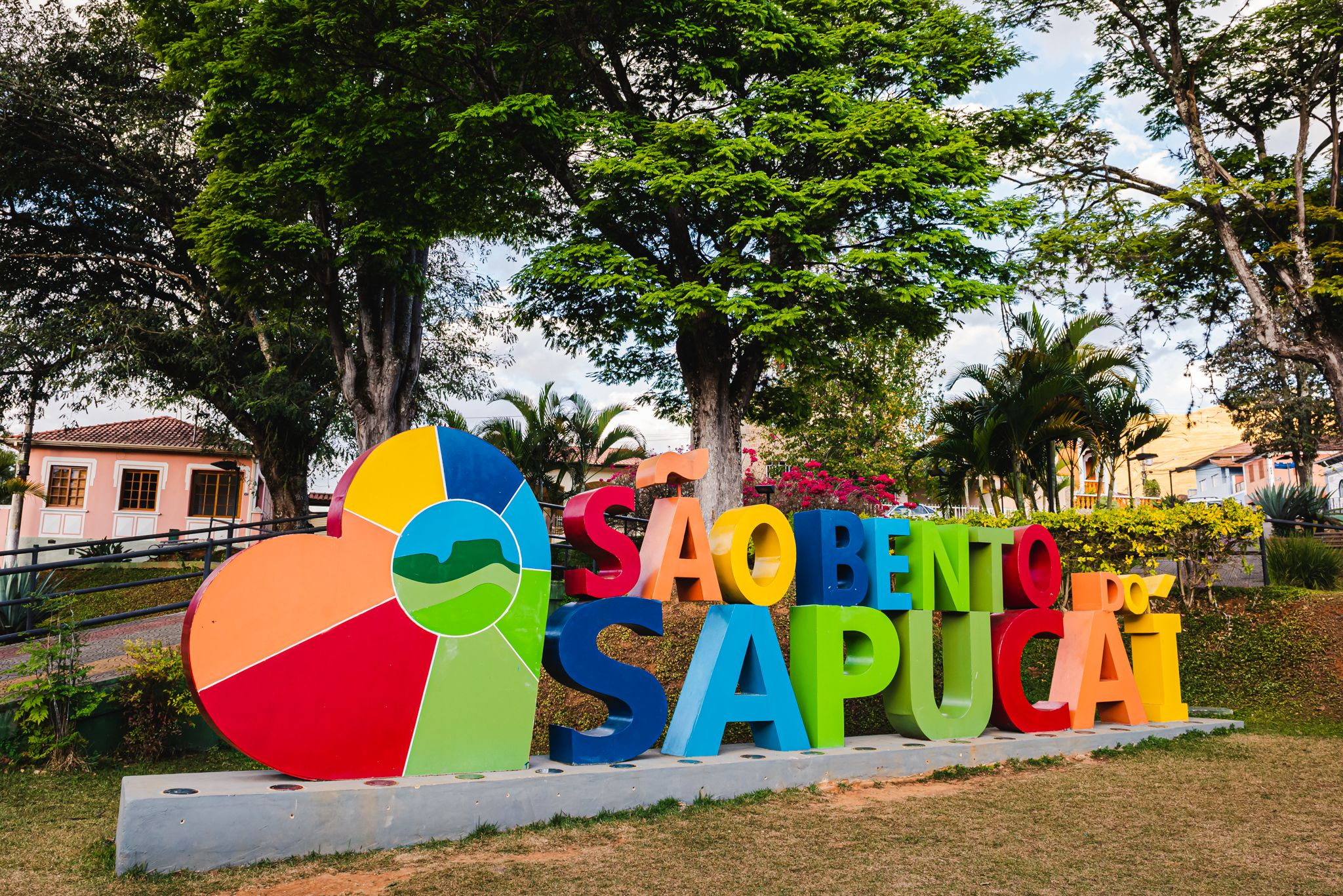
Praça General Marcondes Salgado Letreiro Turístico

Uma família de bonecos gigantes agitam as ruas da cidade durante o carnaval. Uma cultura introduzida em 1940, por João Cortez que resolveu trazer para São Bento, uma tradição portuguesa introduzida no nordeste brasileiro por fins do século XIX, os famosos bonecos gigantes, que na época homenageava importantes senhores da região. Com essa ideia criou um boneco com nome Zé Pereira, em homenagem ao fundador de São Bento do Sapucaí, Tenente José Pereira Alves, e criou também uma boneca e a batizou de Maria Pereira. João Cortez confeccionou os bonecos por alguns anos, ao se mudar para outra cidade os bonecos passaram a ser feitos por seus sobrinhos José e Antônio Cortez. Os bonecos arrastavam um grupo de foliões que ao som de bumbos e tambores desfilavam pelas ruas de São Bento, fazendo grande sucesso na região. Na Serra da Mantiqueira, São Bento do Sapucaí foi a primeira cidade a adotar essa cultura carnavalesca. Em 1960 João Cortez em visita a São Bento, confeccionou um boneco encomendado por Campos do Jordão, e teve a ajuda de seu sobrinho Bento Cortez. A partir desse ano, Bento Cortez passou a confeccionar os bonecos. Com o fato das cabeças serem feitas com jornal e cola feita a base de farinha de trigo apodreciam rapidamente, por este motivo as cabeças eram trocadas anualmente.
Em 1970, Bento Cortez aprendeu a arte de esculpir em isopor, e começou a confeccionar as cabeças com esse material. Em 1992, José Vicente da Silva remodelou as cabeças do casal Zé e Maria Pereira feitas por Bento Cortez, na década de 80. Em 1994 criou o Pereirinha ( chamado de Kiko pelas crianças). Em 1996 criou Mariinha, outra filha do casal Pereira. Em 2008 criou o casal Tomé e Amélia e confeccionou um novo Pereirinha (substituindo o antigo). O Zé Pereira e Maria Pereira já estão há 74 anos desfilando nas ruas de São Bento e são a mais antiga tradição carnavalesca da cidade. Com o sucesso da família Pereira em São Bento, outras cidades adotaram a ideia e criaram seus bonecos. Todos os anos, a família Pereira sai 1 mês antes do carnaval pelas ruas de São Bento do Sapucaí. Para os sambentistas Carnaval sem Zé Pereira não é Carnaval![carece de fontes?]

### Herança quilombola
A cidade possui grande influência de comunidades quilombolas, principalmente na cultura e na arte. O principal exemplo é o histórico Bairro do Quilombo, o qual manteve suas características desde a sua formação, em 1888, quando era, à época, habitado por ex-escravos. Nele, é possível encontrar artesanato feito à mãos por moradores locais, que ainda perpetuam os costumes de outra daquele tempo.

## Esportes
A região de São Bento do Sapucaí possui algumas das mais tradicionais rotas de escalada do estado de São Paulo. O complexo do Baú (Bauzinho, Pedra do Baú e Ana Chata) contém dezenas de vias de diversos graus de dificuldade e alturas e é visitado por escaladores de todo o país.
A região também conta com outros complexos rochosos, ideais para escalada em rocha, como a Pedra da Divisa e a Falésia dos Olhos.
Eliseu Frechou é um famoso escalador local responsável pela conquista de grande parte das vias nas rochas locais.
Na cidade também há um projeto de Escolinha de Futebol que se chama Associação Atlética 9 de Julho, dirigido por: Adílson, Edinho e Dito(como são conhecidos na cidade).
Recentemente foram campeões na categoria Infantil do Projeto Valônia da cidade de Itajubá, e na mesma competição foram terceiro colocados na categoria Mirim.
Retomando o prestígio da cidade no Futebol.

## Filhos ilustres
- Miguel Reale - político, jurista e filósofo.
- Plinio Salgado - político e escritor.
- Eugênia Sereno - escritora.